# Оноре (муніципалітет)
Оноре (італ. Onore) — муніципалітет в Італії, у регіоні Ломбардія, провінція Бергамо.
Оноре розташоване на відстані близько 490 км на північний захід від Рима, 80 км на північний схід від Мілана, 35 км на північний схід від Бергамо.
Населення — 867 осіб (2014).
Щорічний фестиваль відбувається 15 серпня. Покровителька — Богородиця Небовзята.

## Демографія
Населення за роками:

Станом на 1 січня 2023 року в муніципалітеті офіційно проживало 20 іноземців з 11 країн, серед них 11 громадян країн Євросоюзу та 3 громадяни України.

## Сусідні муніципалітети
- Кастьоне-делла-Презолана
- Фіно-дель-Монте
- Сонгаваццо